# Poratobolus claviger
Poratobolus claviger är en mångfotingart som beskrevs av Karl Wilhelm Verhoeff 1939. Poratobolus claviger ingår i släktet Poratobolus och familjen slitsdubbelfotingar. Inga underarter finns listade i Catalogue of Life.